# BAP Victoria

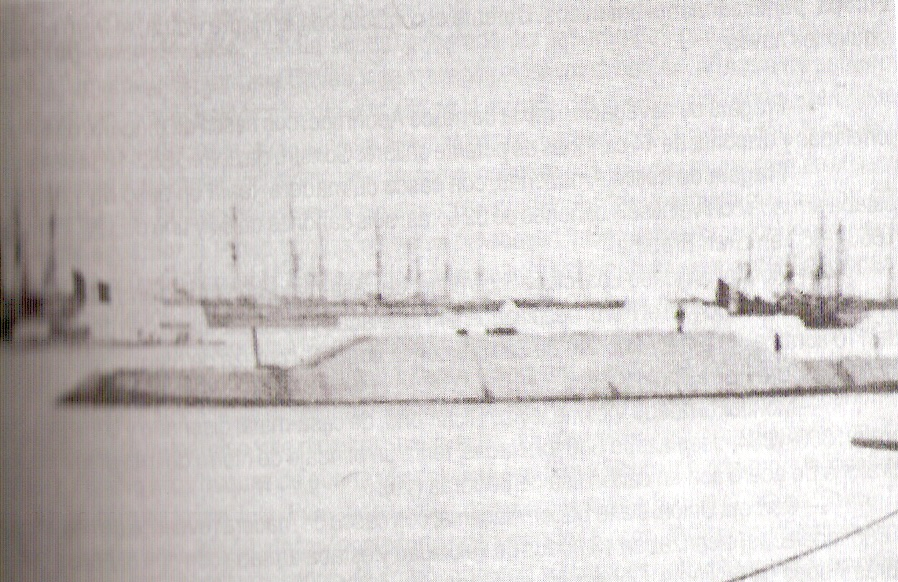
Fotografía del Loa, convertido en un blindado basado en el CSS Virginia durante la guerra contra España; al fondo a la izquierda se puede observar al monitor Victoria.

El BAP Victoria fue un monitor blindado construido para la Marina de guerra peruana a mediados de la década de 1860. El barco participó en el Combate del Callao en 1866 durante la Guerra hispano-sudamericana de 1865 y no sufrió daños. Su destino final es desconocido. 

## Descripción
Victoria medía 150 pies (45,7 m) de eslora, tenía una manga de 30 pies (9,1 m) y un calado de 12-13 pies (3,7-4 m). El barco desplazó 300 toneladas largas. Estaba impulsado por una máquina de vapor tomada de una locomotora y, por lo tanto, era muy lento. El barco estaba armado con un solo cañón de ánima lisa para proyectiles de 64 libras. Victoria estaba protegida por 3 pulgadas (76,2 mm) de armadura y tenía un francobordo de 20 pulgadas (508 mm).

## Construcción y carrera
Diseñada por los hermanos José Tomás y Manuel José Ramos, la construcción de Victoria comenzó el 30 de julio de 1864, cuando fue "comisionada" en la Armada peruana, en el astillero Factoría Naval de Bellavista en el Callao. Fue completada a principios de 1866.
Poco se sabe de las actividades del barco durante el combate del Callao el 2 de mayo de 1866, pero fue golpeada por un solo proyectil español de 68 libras que no pudo penetrar su armadura, disparado desde el blindado Numancia. No se sabe mucho sobre las actividades posteriores o su destino pero posiblemente se encuentra en el fondo de la bahía de El Callao, igual que el blindado Loa y la Corbeta Unión a consecuencia del autohundimiento de la escuadra peruana en 1881.